# Adam von Pfuel
Adam von Pfuel, född 1604, död den 5 februari 1659 i Helfta, var en general först i svensk, liksom senare generalkrigsråd och generalkrigskommissarie i dansk tjänst.

## Biografi
von Pfuel härstammade från en gammal adelssläkt från Jahnsfelde i Mark Brandenburg och var svåger med fältmarskalken Johan Banér. Under Trettioåriga kriget ledde han år 1634 som befälhavare för ett svenskt regemente ett självständigt fälttåg mot Thüringen och täckte flanken mot angripande trupper. Under detta fälttåg gjorde den unge Georg von Derfflinger sin första tjänst i von Pfuels regemente. Som ledare för en avantgardehär fick han ett tvivelaktigt rykte efter att ha bränt ner 800 böhmiska byar. von Pfuel befordrades till generalmajor efter Johan Banérs död och ledde, tillsammans med andra generaler, slaget vid Wolfenbüttel. Han försökte under 1640-talet organisera det brandenburgska försvaret efter svensk förebild.
År 1642 begärde han avsked, enligt uppgift i ilska över att Johan Lilliehöök utnämnts till Lennart Torstensons närmaste befäl före von Pfuel. Axel Oxenstierna sände ett strängt hållet straffbrev, varefter långvariga förhandlingar om villkoren för entledigandet fördes; korrespondensen i ärendet pågick ännu på våren 1645.